# Battaglia delle Acque Nere
La battaglia delle Acque Nere è una battaglia presente nelle Cronache del ghiaccio e del fuoco e rappresenta un evento fondamentale della guerra dei cinque re facente parte dell'universo immaginario fantasy di George Raymond Richard Martin. Ci viene narrata nel romanzo Lo scontro dei re ed è rappresentata nell'episodio L'assedio della serie televisiva Il Trono di Spade.

## Contesto narrativo

### La Guerra dei Cinque Re
La guerra era iniziata come una vendetta da parte dei Lannister verso i Tully per il rapimento da parte di Catelyn Tully di Tyrion Lannister e si era ingigantita in seguito alla morte di Re Robert Baratheon e del Primo Cavaliere Eddard Stark, coinvolgendo quasi tutte le grandi case di Westeros. Sul trono di spade era stato posto Joffrey Baratheon, sostenuto inizialmente solo dalla Casa Lannister, che tuttavia non era figlio di Robert Baratheon ma dell'amore incestuoso tra Cersei Lannister e suo fratello Jaime
Robb Stark aveva radunato i suoi vessilli per andare a soccorrere le sue sorelle, Sansa ed Arya, tenute prigioniere ad Approdo del Re e in seguito alla cattura di Jaime Lannister nella Battaglia del Bosco dei Sussurri si era proclamato, con il sostegno di tutti i suoi alfieri e della Casa Tully con i suoi alfieri, Re del Nord.
Stannis Baratheon, vero legittimo erede del Trono di Spade in quanto fratello maggiore di Re Robert, aveva rivelato al reame l'amore incestuoso tra i fratelli Lannister reclamando per sé il trono e raccogliendo varie navi da guerra a Roccia del Drago.
Renly Baratheon, lord di Capo Tempesta, si era a sua volta dichiarato re e si era alleato con la Casa Tyrell sposando Margaery Tyrell figlia di Mace Tyrell di Alto Giardino, mettendosi in seguito in marcia verso la capitale.
L'ultimo a dichiarasi re sarà Balon Greyjoy della Casa Greyjoy che comincerà con le sue navi delle scorrerie nel nord con l'intento di guadagnarsi un reame tutto suo.

### Evoluzione
Vista la situazione ed essendo bloccato ad Harrenhal, lontano da Approdo del Re, Tywin Lannister, decide di inviare nella capitale il proprio figlio Tyrion investendolo, finché fosse stato lontano, dei suoi poteri di Primo Cavaliere del Re così che egli possa difendere la città in sua vece dall'imminente invasione.
Stannis Baratheon dopo aver ucciso, grazie alla magia della sacerdotessa rossa Melisandre, suo fratello Renly e il suo castellano a Capo Tempesta decide di muovere sulla città per porla sotto assedio.

## Preparativi per l'assedio
All'interno della capitale i preparativi per l'imminente battaglia erano già stati avviati dalla regina Cersei che aveva dato ordine di iniziare la fabbricazione di nuove armi per i soldati e macchine da guerra come catapulte e scorpioni, reclutare nuovi uomini per le Cappe dorate della Guardia Cittadina facendola passare da millecinquecento a tremila effettivi, rafforzare le difese in pietra della città e ordinando agli Alchimisti diecimila ampolle di Altofuoco, sostanza esplosiva e infiammabile estremamente pericolosa.
Per stabilire il proprio controllo sulla città, Tyrion rimuove allora Janos Slynt dal comando delle cappe dorate e lo invia ai Guardiani della notte, nominando nuovo lord comandante della Guardia cittadina di Approdo del Re Ser Jacelyn Bywater detto Manodiferro, un uomo di Varys.
Tyrion in previsione dell'assalto: incarica i barbari delle montagne al suo seguito di vessare le truppe nemiche che viaggiavano di attacchi notturni, per immagazzinare cibo consente libero accesso ai cacciatori alle foreste reali e fa costruire un gran numero di barche da pesca, aumenta ulteriormente la guardia cittadina da tremila a seimila uomini reclutandone molti tra i rifugiati giunti in città in cerca di salvezza dalla guerra, fa esercitare le truppe nel lancio di ampolle di Altofuoco per non provocare incidenti durante l'attacco, impone un coprifuoco in città per garantirne la sicurezza e contenerne i tumulti, ordina al suo fedele Bronn di reclutare una grande quantità di mercenari ma soprattutto fa costruire da tutti i fabbri e fabbricanti d'armi della città un'enorme e lunghissima catena di ferro per sbarrare la foce del fiume per chiudere in trappola la flotta nemica e due torri con gli argani per sollevare la pesante catena.
Dietro la Porta del Fango, ideale da attaccare in quanto porta più fragile e vicina all'acqua, Tyrion fa piazzare tre grandi catapulte denominate le Tre Puttane. All'inizio dell'assedio le ampolle di Altofuoco disponibili per i difensori sono circa tredicimila anziché diecimila per via del fatto che il potere degli alchimisti, come quello dei sacerdoti rossi del culto del Signore della Luce, è molto più grande grazie alla presenza nel mondo di tre nuovi draghi fatti nascere da Daenerys Targaryen nel continente di Essos.

## L'Assedio
Le truppe di Stannis, dopo aver assorbito parte di quelle di Renly e aver conquistato Capo Tempesta, raggiungono Approdo del Re e ha inizio l'assedio.
Il Folletto sa bene di avere al suo comando truppe inaffidabili, sia per quanto riguarda i mercenari che all'interno della guardia cittadina stessa, potendo contare solo su quei veterani che erano arruolati nelle cappe dorate già al tempo di Re Robert. Solo mantenendo sempre la battaglia in loro favore, quelle truppe troppo inesperte combatteranno bene e resteranno al loro posto senza disertare.
Le navi del re Baratheon, su cui viaggia anche Ser Davos Seaworth detto il Cavaliere delle Cipolle, entrano dalla foce nel fiume delle Rapide Nere e ingaggiano battaglia con la più piccola flotta dei Lannister. Tra questa ultima vengono posizionate delle navi riempite di Altofuoco che esplodono incendiando tutti gli scafi attorno, sia amici che nemici. Con le loro esplosioni scaraventano Davos in acqua. Tyrion dà l'ordine di sollevare la sua enorme catena sbarrando la foce del fiume e chiudendo in trappola la flotta nemica, una mossa che si rivela di grande efficacia. Dà inoltre l'ordine agli uomini della Guardia reale e a Sandor Clegane di guidare alcune sortite fuori dalla Porta del Re, nel Campo dei tornei. Tuttavia secondo il Mastino le sortite vengono respinte con varie perdite e gli assediati sono costretti a riparare entro le mura della città perdendo la metà degli uomini usati per attaccare.
Il Folletto, affiancato dai Cavalieri della Guardia Reale Ser Balon Swann e Ser Mandon Moore, decide allora di guidare egli stesso, a capo di un gruppo di armati a cavallo disposti a cuneo, una sortita contro gli uomini di Stannis che cercano di sfondare la Porta del Re con un ariete, riuscendo a spezzare l'assalto. Coinvolto nel cuore della battaglia, Tyrion viene colpito al volto dalla spada di Ser Mandon Moore, che a sua volta viene abbattuto da Podrick Payne, il giovane scudiero del Folletto. La battaglia sembra volgere a favore degli assedianti e sulle mura di Approdo del Re i soldati disertano uccidendo gli ufficiali dandosi alla fuga in preda al panico. Molti abitanti della città premono per entrare nella Fortezza Maegor.

## L'intervento dell'esercito esterno dei Tyrell e dei Lannister
Dalle parole di Dontos, il giullare ex cavaliere che il mattino dopo va a fare visita a Sansa Stark nelle sue stanze, si apprende che la battaglia è stata vinta dai Lannister grazie all'arrivo di un vasto esercito composto dall'esercito di Alto Giardino, guidato a quanto si racconta dal fantasma di Renly, di fatto un cavaliere dei Tyrell con indosso la sua armatura, con a capo Loras Tyrell, passato dalla parte Lannister dopo la missione diplomatica di Petyr Baelish, e da quello dei Lannister guidato da Tywin Lannister.

## Edizioni
- George R. R. Martin, La Regina dei Draghi, traduzione di Sergio Altieri, collana I Massimi della Fantascienza, Arnoldo Mondadori Editore, 2001,  p. 510, ISBN 88-04-49656-8.
- George R. R. Martin, La Regina dei Draghi, traduzione di Sergio Altieri, collana Oscar bestsellers, Arnoldo Mondadori Editore, 2002,  pp. 510, ISBN 88-04-51061-7.